# Amministrazione apostolica di Atyrau
L'amministrazione apostolica di Atyrau (in latino Administratio Apostolica Atirauensis) è una sede della Chiesa cattolica in Kazakistan suffraganea dell'arcidiocesi di Maria Santissima in Astana. Nel 2022 contava 2.633 battezzati su 2.706.590 abitanti. La sede è vacante.

## Territorio
La diocesi comprende le regioni kazake di Aqtöbe, di Atyrau, del Kazakistan Occidentale e di Mangghystau.
Sede dell'amministrazione apostolica è la città di Atyrau, dove si trova la cattedrale della Trasfigurazione di nostro Signore.
Il territorio è suddiviso in 7 parrocchie.

## Storia
L'amministrazione apostolica di Atyrau fu eretta il 7 luglio 1999 con decreto della Congregazione per l'evangelizzazione dei popoli, ricavandone il territorio dall'amministrazione apostolica del Kazakistan dei Latini (oggi diocesi di Karaganda). Originariamente era immediatamente soggetta alla Santa Sede.
Il 17 maggio 2003 è entrata a far parte della provincia ecclesiastica dell'arcidiocesi di Maria Santissima in Astana.

## Cronotassi degli amministratori apostolici
Si omettono i periodi di sede vacante non superiori ai 2 anni o non storicamente accertati.
- Janusz Wiesław Kaleta (7 luglio 1999[2] - 7 dicembre 2012 dimesso)
- Adelio Dell'Oro (7 dicembre 2012[3] - 16 maggio 2015 dimesso)
- Dariusz Buras (16 maggio 2015 - 8 dicembre 2020 dimesso)
  - Sede vacante (dal 2020)
  - Peter Sakmár, dall'8 dicembre 2020 (amministratore apostolico sede vacante et ad nutum Sanctae Sedis)

## Statistiche
L'amministrazione apostolica nel 2022 su una popolazione di 2.706.590 persone contava 2.633 battezzati, corrispondenti allo 0,1% del totale.
| anno | popolazione | popolazione | popolazione | presbiteri | presbiteri | presbiteri | presbiteri                | diaconi | religiosi | religiosi | parrocchie |
| anno | battezzati  | totale      | %           | numero     | secolari   | regolari   | battezzati per presbitero | diaconi | uomini    | donne     | parrocchie |
| ---- | ----------- | ----------- | ----------- | ---------- | ---------- | ---------- | ------------------------- | ------- | --------- | --------- | ---------- |
| 2000 | 160         | 2.670.000   | 0,0         | 3          | 3          |            | 53                        |         |           |           | 1          |
| 2002 | 2.600       | 2.204.000   | 0,1         | 3          | 3          |            | 866                       |         |           |           | 2          |
| 2003 | 2.600       | 2.204.000   | 0,1         | 3          | 3          |            | 866                       |         |           | 3         | 2          |
| 2004 | 2.600       | 2.204.000   | 0,1         | 7          | 5          | 2          | 371                       |         | 2         | 2         | 5          |
| 2005 | 2.600       | 2.204.000   | 0,1         | 7          | 5          | 2          | 371                       |         | 2         | 2         | 5          |
| 2007 | 2.600       | 2.149.282   | 0,1         | 8          | 8          |            | 325                       |         |           | 3         | 6          |
| 2010 | 2.600       | 2.150.000   | 0,1         | 7          | 7          |            | 371                       |         |           | 8         | 6          |
| 2014 | 2.000       | 2.395.000   | 0,1         | 8          | 8          |            | 250                       |         |           | 4         | 6          |
| 2017 | 2.650       | 2.587.400   | 0,1         | 9          | 9          |            | 294                       |         |           | 5         | 6          |
| 2020 | 2.700       | 2.637.500   | 0,1         | 16         | 14         | 2          | 168                       |         | 2         | 7         | 6          |
| 2022 | 2.633       | 2.706.590   | 0,1         | 14         | 12         | 2          | 188                       | 1       | 2         | 7         | 7          |